# Love, in Itself
«Love, in Itself» (в переводе с англ. — «Любовь, как она есть») — песня британской группы Depeche Mode, второй и последний сингл из их третьего студийного альбома Construction Time Again, девятый в дискографии группы. Записан на студии The Garden в Лондоне, вышел 19 сентября 1983 года. В США оригинального коммерческого релиза не было.

## О песне
Заглавная песня имеет три микса. «Love, in Itself · 2» — это сингл-редакция альбомной версии. «Love, in Itself · 3» — это удлинённый микс для релиза 12". «Love, in Itself · 4» — это лаунж-версия, в которой значительное место занимает звучание фортепиано.
Сторону «Б» занимает песня «Fools». «Fools (Bigger)» — это удлинённая версия песни. Автор этой композиции — Алан Уайлдер.
Все «живые» треки, представленные на разных версиях сингла, были записаны 25 октября 1982 года в Hammersmith Odeon в Лондоне.
Видеоклип на «Love, in Itself» снял режиссёр Клайв Ричардсон. В паре фрагментов клипа Мартин Гор показывается играющим на акустической гитаре.

## Списки композиций
| №  | Название              | Автор(ы)   | Длительность |
| -- | --------------------- | ---------- | ------------ |
| 1. | «Love, in Itself · 2» | Мартин Гор | 4:00         |

| №  | Название | Автор(ы)     | Длительность |
| -- | -------- | ------------ | ------------ |
| 1. | «Fools»  | Алан Уайлдер | 4:14         |

| №  | Название              | Автор(ы)     | Длительность |
| -- | --------------------- | ------------ | ------------ |
| 1. | «Love, in Itself · 3» | Мартин Гор   | 7:15         |
| 2. | «Fools» (Bigger)      | Алан Уайлдер | 7:38         |
| 3. | «Love, in Itself · 4» | Мартин Гор   | 4:36         |

| №  | Название                       | Автор(ы)   | Длительность |
| -- | ------------------------------ | ---------- | ------------ |
| 1. | «Love, in Itself · 2»          | Мартин Гор | 4:16         |
| 2. | «Just Can’t Get Enough» (Live) | Винс Кларк | 5:35         |
| 3. | «A Photograph of You» (Live)   | Мартин Гор | 3:45         |
| 4. | «Shout!» (Live)                | Винс Кларк | 4:46         |
| 5. | «Photographic» (Live)          | Винс Кларк | 3:55         |

| №  | Название              | Автор(ы)     | Длительность |
| -- | --------------------- | ------------ | ------------ |
| 1. | «Love, in Itself · 2» | Мартин Гор   | 4:00         |
| 2. | «Fools»               | Алан Уайлдер | 4:16         |
| 3. | «Love, in Itself · 3» | Мартин Гор   | 7:17         |
| 4. | «Fools» (Bigger)      | Алан Уайлдер | 7:39         |
| 5. | «Love, in Itself · 4» | Мартин Гор   | 4:39         |

## Позиции в хит-парадах
| Чарт (1983)                     | Позиция |
| ------------------------------- | ------- |
| Великобритания (OCC UK Singles) | 21      |
| ФРГ (Media Control AG)          | 28      |